# سایمون فیلیپس (موسیقی‌دان)
سایمون فیلیپس (انگلیسی: Simon Phillips؛ زادهٔ ۶ فوریهٔ ۱۹۵۷) موسیقی‌دان، تهیه‌کننده موسیقی و نوازنده درامز اهل بریتانیا و ساکن آمریکا است. وی از سال ۱۹۶۹ میلادی تاکنون مشغول فعالیت بوده و با گروه‌های راک و پاپ گوناگونی همکاری کرده‌است. وی از سال ۱۹۹۲ تا ۲۰۱۴ نوازنده درامز گروه توتو (گروه موسیقی) بود.